# Liste der Naturdenkmale in Freimersheim (Pfalz)
Die Liste der Naturdenkmale in Freimersheim nennt die im Gemeindegebiet von Freimersheim ausgewiesenen Naturdenkmale (Stand 23. Mai 2024).

## Naturdenkmale
| Nr.         | Bezeichnung         | Lage                                                  | Beschreibung                                                                              | Bild            |
| ----------- | ------------------- | ----------------------------------------------------- | ----------------------------------------------------------------------------------------- | --------------- |
| ND-7337-199 | Rosskastaniengruppe | Hauptstraße, bei Nr. 38 (Protestantische Kirche) Lage | Aesculus hippocastanum, mehrere Bäume, hier Nr. 35 (im Bild unmittelbar links der Kirche) | Fotos hochladen |

## Ehemalige Naturdenkmale
| Nr. | Bezeichnung                   | Lage                                    | Beschreibung | Bild                                    |
| --- | ----------------------------- | --------------------------------------- | --- | --------------------------------------- |
|     | Vogelschutzgehölz „Die Erlen“ | nördlich des Ortes; Flur Watstücke Lage | Feldgehölz aus einheimischen Baumarten; flächenhaftes Naturdenkmal;, hier Nr. 34 Rechtsverordnung 1998 aufgehoben | Direkt Bild zu diesem Denkmal hochladen |